# أوسمار سراجليو
أوسمار سراجليو (من مواليد 23 مايو 1948) محامي ورجل أعمال وسياسي برازيلي ينتمي إلى حزب الحركة الديمقراطية البرازيلي. وهو النائب الفيدرالي لولاية بارانا وكان وزير العدل والأمن العام من مارس إلى مايو 2017. عُرض عليه مكتب وزارة الشفافية والإشراف، لكنه رفض وعاد إلى مقعده في الغرفة البرلمانية.